# Apolar
Nas substâncias apolares, a atração entre as
moléculas é mais fraca e isso facilita o movimento dessas moléculas, tendo
normalmente pontos de fusão e de ebulição extremamente baixo. 

Nas
substâncias polares, devido à existência de regiões com diferentes densidades
eletrônicas, age sobre as moléculas uma força de atração mais intensa, que
dificulta o movimento dessas moléculas e impede-as de atingir o estado gasoso
com tanta facilidade.